# Mikia paicalis
Mikia paicalis är en tvåvingeart som först beskrevs av Matsumura 1916.  Mikia paicalis ingår i släktet Mikia och familjen parasitflugor. Inga underarter finns listade i Catalogue of Life.